# Bintree
Bintree – wieś w Anglii, w hrabstwie Norfolk, w dystrykcie Breckland. Leży 31 km na północny zachód od Norwich i 157 km na północny wschód od Londynu.
W 2001 miejscowość liczyła 300 mieszkańców.